# Xã Jordan, Quận Hickory, Missouri
Xã Jordan (tiếng Anh: Jordan Township) là một xã thuộc quận Hickory, tiểu bang Missouri, Hoa Kỳ. Năm 2010, dân số của xã này là 171 người.